# Tour des Flandres 1974
Le Tour des Flandres 1974 est la 58e édition du Tour des Flandres. La course a lieu le 31 mars 1974, avec un départ à Gand et une arrivée à Merelbeke sur un parcours de 256 kilomètres. 
Le Néerlandais Cees Bal s'impose en solitaire avec 19 secondes d'avance sur ses poursuivants. Le Belge Frans Verbeeck termine deuxième. Selon les sources, la troisième place revient à Eddy Merckx, ou elle n'est pas attribuée, à la suite de la disqualification pour dopage de Walter Godefroot,

## Classement final
|    | Coureur           | Pays     | Équipe                         | Temps           |
| -- | ----------------- | -------- | ------------------------------ | --------------- |
| 1  | Cees Bal          | Pays-Bas | Gan-Mercier-Hutchinson         | 6 h 10 min 00 s |
| 2  | Frans Verbeeck    | Belgique | Watney-Maes                    | + 19 s          |
|    | Walter Godefroot  | Belgique | Carpenter-Confortluxe-Flandria | DSQ             |
| 3  | Eddy Merckx       | Belgique | Molteni                        | m.t.            |
| 5  | Eric Leman        | Belgique | M.i.c.-De Gribaldy-Ludo        | m.t.            |
| 6  | Marc Demeyer      | Belgique | Carpenter-Confortluxe-Flandria | m.t.            |
| 7  | Gerben Karstens   | Pays-Bas | Bic                            | m.t.            |
| 8  | Rik Van Linden    | Belgique | Ijsboerke-Colner               | m.t.            |
| 9  | Patrick Sercu     | Belgique | Brooklyn                       | m.t.            |
| 10 | Wilfried Wesemael | Belgique | M.i.c.-De Gribaldy-Ludo        | m.t.            |